# Jamie Jacobs
Jamie Jacobs (Purmerend, 3 december 1997) is een Nederlands voetballer die als middenvelder voor Almere City speelt. Hij is de broer van Joey Jacobs.

## Carrière

### AZ
Jamie Jacobs speelde sinds 2016 bij Jong AZ, waar hij in het seizoen 2016/17 kampioen van de Tweede divisie werd. Hij debuteerde in het betaald voetbal op 18 augustus 2017, in de met 1-3 gewonnen uitwedstrijd tegen FC Den Bosch. In het begin van het seizoen 2018/19 zat hij ook enkele wedstrijden bij de eerste selectie van AZ, maar kwam niet in actie.  

### SC Cambuur
In 2019 vertrok hij naar SC Cambuur, waar hij een contract tekende tot en met juni 2021. Met Cambuur promoveerde Jacobs in 2021 van de Eerste divisie naar de Eredivisie. Met acht doelpunten en twaalf assist had hij een belangrijke bijdrage aan de prestatie. 

### FC Volendam
Medio 2023 ging hij naar het Deense Viborg FF. Een jaar later keerde hij terug naar Nederland, waar hij aan de slag ging bij FC Volendam. Met FC Volendam werd Jacobs in zijn eerste seizoen kampioen van de Eerste divisie, waardoor de ploeg na één seizoen afwezigheid terugkeerde op het hoogste niveau van Nederland.

### Almere City
Op 17 juli 2025 tekende Jacobs een tweejarig contract bij Almere City, waar op dat moment ook zijn broer Joey onder contract stond.

## Statistieken
| Seizoen                     | Club           | Competitie     | Competitie | Competitie | Beker | Beker | Totaal | Totaal |
| Seizoen                     | Club           | Competitie     | Wed.       | Dlp.       | Wed.  | Dlp.  | Wed.   | Dlp.   |
| --------------------------- | -------------- | -------------- | ---------- | ---------- | ----- | ----- | ------ | ------ |
| 2016/17                     | Jong AZ        | Tweede divisie | 28         | 5          | –     | –     | 28     | 5      |
| 2017/18                     | Jong AZ        | Eerste divisie | 33         | 9          | –     | –     | 33     | 9      |
| 2018/19                     | Jong AZ        | Eerste divisie | 29         | 2          | –     | –     | 29     | 2      |
| 2018/19                     | AZ             | Eredivisie     | 0          | 0          | 0     | 0     | 0      | 0      |
| 2019/20                     | SC Cambuur     | Eerste divisie | 23         | 12         | 1     | 0     | 24     | 12     |
| 2020/21                     | SC Cambuur     | Eerste divisie | 27         | 8          | 2     | 1     | 29     | 9      |
| 2021/22                     | SC Cambuur     | Eredivisie     | 30         | 5          | 1     | 0     | 31     | 5      |
| 2022/23                     | SC Cambuur     | Eredivisie     | 27         | 2          | 1     | 0     | 28     | 2      |
| 2023/24                     | Viborg FF      | Superligaen    | 13         | 0          | 0     | 0     | 13     | 0      |
| 2024/25                     | FC Volendam    | Eerste divisie | 31         | 5          | 1     | 2     | 32     | 7      |
| 2025/w6                     | Almere City    | Eerste divisie | 0          | 0          | 0     | 0     | 0      | 0      |
| Carrièretotaal              | Carrièretotaal | Carrièretotaal | 241        | 47         | 6     | 3     | 247    | 50     |
| Bijgewerkt t/m 25 juni 2025 |                |                |            |            |       |       |        |        |